# Male (Natalie Imbruglia)
Male è il quinto album in studio della cantante australiana naturalizzata britannica Natalie Imbruglia, pubblicato il 31 luglio 2015. Si tratta di un album di cover di artisti o gruppi maschili.

## Tracce
1. Instant Crush (Daft Punk feat. Julian Casablancas) – 4:52
2. Cannonball (Damien Rice) – 3:27
3. The Summer (Josh Pyke) – 3:18
4. I Will Follow You into the Dark (Death Cab for Cutie) – 3:25
5. Goodbye in His Eyes (Zac Brown Band) – 4:35
6. Friday I'm in Love (The Cure) – 3:16
7. Naked as We Came (Iron & Wine) – 2:36
8. Let My Love Open the Door (Pete Townshend) – 3:08
9. Only Love Can Break Your Heart (Neil Young) – 2:50
10. I Melt with You (Modern English) – 4:07
11. The Waiting (Tom Petty and the Heartbreakers) – 3:16
12. The Wind (Cat Stevens) – 2:13
13. Instant Crush (radio edit; bonus track) (Daft Punk feat. Julian Casablancas) – 3:26

## Classifiche
| Classifica (2015) | Posizione massima |
| ----------------- | ----------------- |
| Australia         | 25                |
| Belgio (Vallonia) | 139               |
| Germania          | 97                |
| Regno Unito       | 20                |
| Svizzera          | 50                |